# تشنغ تشيان
تشنغ تشيان (بالصينية: 程潛) (و. 1882 – 1968 م) هو سياسي صيني، كان عضوًا في الكومينتانغ، ويحمل رتبة عسكرية فريق أول، توفي في بكين، عن عمر يناهز 86 عاماً.